# David Maxwell (Bluesmusiker)
David Maxwell (* 10. März 1943 in Waltham, Massachusetts, USA; † 13. Februar 2015 in Boston, Massachusetts, USA) war ein US-amerikanischer Bluespianist, Songwriter und Sänger.

## Biografie
Maxwell wurde am 10. März 1943 in Waltham (Massachusetts) geboren. Er besuchte die University of Rochester und die Eastman School of Music. In der High School freundete er sich mit Alan „Blind Owl“ Wilson an, und die beiden spielten gemeinsam bei mehreren lokalen Auftritten. Maxwell wurde Ende der 1960er Jahre Teil der lokalen Bluesszene in Boston; zu seinen musikalischen Vorbilder gehörten Otis Spann, Sunnyland Slim, Pinetop Perkins, Big Maceo Merriweather, Ray Charles und Memphis Slim. Etwa zu dieser Zeit lernte er Spann auch kennen und freundete sich mit ihm an.
Anfang der 1970er Jahre begleitete Maxwell den Gitarristen Freddie King am Klavier, 1974 und 1975 Bonnie Raitt und von 1977 bis 1979 James Cotton. In den 1990er Jahren tourte er mit Otis Rush durch Europa und Japan, nachdem er zwischenzeitlich mit anderen Musikern wie John Lee Hooker, Jimmy Rogers, Paul Oscher, Hubert Sumlin, Bob Margolin, John Primer und Ronnie Earl zusammengearbeitet hatte. Maxwell spielte auf James Cottons Album Deep in the Blues, das 1996 mit einem Grammy und 1997 mit einem Blues Music Award jeweils in der Kategorie „Best Traditional Blues Album“ ausgezeichnet wurde. Zuvor war Maxwell am Soundtrack des Films Grüne Tomaten (1991) beteiligt.
Auf Maxwells erstem Soloalbum Maximum Blues Piano, das 1997 bei Tone-Cool Records erschien, spielten unter anderem Ronnie Earl und Duke Levine als Gastmusiker Gitarre. Das Nachfolgealbum, Max Attack (2003), wurde 2005 bei 95 North Records erneut veröffentlicht. In Zusammenarbeit mit Louisiana Red und Otis Spann entstanden die Alben You Got to Move (2009) bzw. Conversations in Blue (2010). Maxwell gewann für beide Aufnahmen je einen Blues Music Award in der Kategorie „Bestes Akustikalbum“. Insgesamt wurde er 14-mal für einen Blues Music Award nominiert. Sein letztes Album, Blues in Other Colors (2012), wurde für die Verschmelzung von traditionellem Blues mit nicht-westlichen Instrumenten sowie Elementen der Weltmusik gelobt.
David Maxwell starb am 13. Februar 2015 im Alter von 71 Jahren an Prostatakrebs.

## Diskografie
- 1997: Maximum Blues Piano (Tone-Cool Records)
- 2003: Max Attack (Blue Max Records)
- 2005: Max Attack (Neuauflage bei 95 North Records)
- 2009: You Got to Move (Blue Max Records) – mit Louisiana Red
- 2010: Conversations in Blue (Circumstantial Productions) – mit Otis Spann
- 2012: Blues in Other Colors (Shining Stone Records)